# Биатлон на зимних Олимпийских играх 1992
В биатлонной программе XVI зимних Олимпийских игр было разыграно 6 комплектов наград. Соревнования проходили с 11 по 20 февраля 1992 года.
Женщины разыграли медали в биатлоне впервые на Олимпийских играх. Первой олимпийской чемпионкой стала Анфиса Резцова, в 1988 году выигравшая золото в эстафете в лыжных гонках в составе сборной СССР.

## Медали

### Общий зачёт
(Жирным выделено самое большое количество медалей в своей категории)
| Общее количество медалей |                      |        |         |        |       |
| Место                    | НОК                  | Золото | Серебро | Бронза | Всего |
| 1                        | Германия             | 3      | 4       | 0      | 7     |
| 2                        | Объединённая команда | 2      | 2       | 2      | 6     |
| 3                        | Франция              | 1      | 0       | 0      | 1     |
| 4                        | Швеция               | 0      | 0       | 2      | 2     |
| 5                        | Канада               | 0      | 0       | 1      | 1     |
|                          | Финляндия            | 0      | 0       | 1      | 1     |

### Призёры

#### Мужчины
| Дисциплина                               | Дата       | Золото                                                              | Серебро                                                                                        | Бронза                                                                   |
| Спринт 10 км см. подробнее               | 12 февраля | Марк Кирхнер Германия                                               | Рикко Гросс Германия                                                                           | Харри Элоранта Финляндия                                                 |
| Индивидуальная гонка 20 км см. подробнее | 20 февраля | Евгений Редькин Объединённая команда                                | Марк Кирхнер Германия                                                                          | Микаэль Лёфгрен Швеция                                                   |
| Эстафета 4×7,5 км см. подробнее          | 16 февраля | Германия · Рикко Гросс · Йенс Штайниген · Марк Кирхнер · Фриц Фишер | Объединённая команда · Валерий Медведцев · Александр Попов · Валерий Кириенко · Сергей Чепиков | Швеция · Ульф Юханссон · Лейф Андерссон · Торд Викстен · Микаэль Лёфгрен |

#### Женщины
| Дисциплина                               | Дата       | Золото                                                | Серебро                                                | Бронза                                                                  |
| Спринт 7,5 км см. подробнее              | 11 февраля | Анфиса Резцова Объединённая команда                   | Антье Мизерски Германия                                | Елена Белова Объединённая команда                                       |
| Индивидуальная гонка 15 км см. подробнее | 19 февраля | Антье Мизерски Германия                               | Светлана Печёрская Объединённая команда                | Мириам Бедар Канада                                                     |
| Эстафета 3×7,5 км см. подробнее          | 14 февраля | Франция · Коринн Ниогре · Вероник Клодель · Анн Бриан | Германия · Уши Дизль · Антье Мизерски · Петра Шаф-Беле | Объединённая команда · Елена Белова · Анфиса Резцова · Елена Мельникова |